# Theridion arizonense
Theridion arizonense är en spindelart som beskrevs av Claude Lévi 1957. Theridion arizonense ingår i släktet Theridion och familjen klotspindlar. Inga underarter finns listade i Catalogue of Life.